# Tristemonanthus mildbraedianus
Tristemonanthus mildbraedianus är en benvedsväxtart som beskrevs av Ludwig Eduard Theodor Loesener. Tristemonanthus mildbraedianus ingår i släktet Tristemonanthus och familjen Celastraceae. Inga underarter finns listade.